# 萊因河杜父魚
萊因河杜父魚，為輻鰭魚綱鮋形目杜父魚亞目杜父魚科的其中一種，為溫帶淡水魚，分布於歐洲德國萊茵河和默茲河流域，體長可達10公分，棲息在礫石底質、水質清澈冰冷的溪流，生活習性不明。

## 擴展閱讀
維基物種上的相關：萊因河杜父魚